# 後藤博子
後藤 博子（ごとう ひろこ、1948年（昭和23年）5月21日 - ）は、日本の政治家、社会活動家。国民新党の元参議院議員（1期）。

## 概要
大分県大分市出身。一男一女をもうける。国際協力事業団（JICA）支援によりブラジルのアマゾナス州マナウスに家族で工業移住。 マナウス日伯文化協会の日本語学校で日系二世・三世に日本語や日本文化について指導する。
2001年（平成13年）の第19回参議院議員通常選挙では自由民主党の公認を受け、大分県選挙区から出馬し参議院議員に初当選。2004年（平成16年）、政治家の年金未納問題が注目された際に年金の未納が発覚している。2005年（平成17年）8月8日、郵政民営化関連法案の参議院本会議採決では反対票を投じ、「郵政解散」につながる同法案否決への道を開いた。
自民党大分県連が次期参院選の候補者を公募で決定する方針を打ち出したことに反発、2006年（平成18年）5月26日に逢沢一郎幹事長代理に対して離党届けを提出。自民党執行部は離党届を受理せず、党紀委員会で決定することにし、6月23日に党紀委員会は離党届を受理した。6月28日、無所属議員として参議院会派「国民新党・新党日本・無所属の会」に入会。7月26日、国民新党に入党し、次期参院選大分県選挙区への出馬を表明した。
2007年7月の第21回参議院議員通常選挙に大分県選挙区より国民新党から出馬するが、上記のように野党の候補統合に失敗したため、自民党の新人である礒崎陽輔に敗れ落選した。
2009年4月に行われた大分県佐伯市長選挙に無所属で出馬するが、4名中最下位で落選。その後は国民新党に復党したが、同年8月の第45回衆議院議員総選挙には出馬せず、同党大分県支部長の傍ら、同年10月に法人認証を受けたNPO法人の「大分日伯国際交流協会」代表として活動している。

## 略歴

### 経歴
- 1961年（昭和36年）3月 - 大分市立大道小学校卒業[3]
- 1964年（昭和39年）3月 - 大分市立王子中学校卒業[3]
- 1967年（昭和42年）3月 - 大分県立大分舞鶴高等学校卒業[3]
- 1969年（昭和44年）3月 - 別府大学短期大学部初等教育科卒業[3][4]
- 1982年（昭和57年） - ブラジルアマゾナス州マナウス移住
- 1985年（昭和60年） - 帰国
- 1997年（平成9年） - 大分県中小企業家同友会常任理事・女性部長
- 1998年（平成10年） - 株式会社アポロエンジニアリング専務取締役[3]
- 2009年（平成21年）10月 - 代表を務めるNPO法人「大分日伯国際交流協会」が大分県知事から認証
- 2018年（平成30年）11月 - 旭日中綬章を受章。

### 政歴
- 2001年（平成13年）7月29日 - 第19回参議院議員通常選挙（大分県選挙区・自由民主党）当選
- 2006年（平成18年）
  - 5月26日 - 自民党離党
  - 7月26日 - 国民新党入党
- 2007年（平成19年）7月29日 - 第21回参議院議員通常選挙（大分県選挙区・国民新党）落選
- 2009年（平成21年）4月12日 - 大分県佐伯市長選挙落選